# Hôtel Errera
L'hôtel Errera est un hôtel de maître de style néo-classique situé au numéro 14 de la rue Royale, face au parc de Bruxelles, à Bruxelles en Belgique. Il est la résidence de fonction du ministre-président de la Région flamande.

## Historique
L'hôtel Errera est un ancien refuge de l'abbaye de Grimbergen, qui en avait reçu le terrain de l'impératrice Marie-Thérèse d'Autriche.
L'édifice actuel est construit à partir de 1779 par l'architecte Barnabé Guimard et est terminé en 1782 : il fait partie du vaste ensemble de bâtiments de style néo-classique construits sur la Place Royale de Bruxelles et aux abords du parc de Bruxelles à la fin du XVIIIe siècle. Il est cadastré Section 7 no 753.
Parmi les propriétaires successifs, on retiendra tout particulièrement la famille des banquiers Errera. C'est en 1868 que Jacques Errera, fondateur de la banque Errera achète le bâtiment, qui restera dans sa famille durant trois générations soit jusqu'en 1977, date du décès de Jacques Errera, dernier résident privé dans la propriété.
En 1980, l'édifice est acquis par l'État belge afin d'y héberger le Conservatoire royal de Bruxelles. Il fait l'objet d'un classement au titre des monuments historiques depuis le 8 décembre 1983.
En 1992, l'immeuble est exproprié par la Communauté flamande pour être restauré par sa Division Monumenten en Landschappen (Monuments et Sites). Il abrite la résidence de fonction du ministre-président de la Région flamande (ambstwoning van de vlaamse regering en néerlandais).

### Propriétaires successifs
| Période                                  | Période  | Identité                                              | Étiquette | Qualité                                                        |
| ---------------------------------------- | -------- | ----------------------------------------------------- | --------- | -------------------------------------------------------------- |
| 1782                                     | 1794     | Abbaye de Grimbergen                                  |           |                                                                |
| 1794                                     | 1795     | Simon Laurent Perichon (1747-1812)                    |           | marchand d'origine française (né à Mainvilliers, Eure-et-Loir) |
| 1795                                     | 1813     | Maximilien Joseph Plovitz (1745-1813)                 |           | marchand puis banquier (né à Walhain)                          |
| 1813                                     | 1835     | Daniel-Patrice Hennessy (1780-1855)                   |           | négociant, neveu par alliance du précédent                     |
| 1835                                     | 1868     | Etienne-Eugène Vicomte Obert de Thieusies (1790-1871) |           | chambellan du roi Guillaume Ier                                |
| 1868                                     | 1880     | Giacomo (Jacques) Errera (1834-1880)                  |           | banquier, né à Venise                                          |
| 1880                                     | 1918     | Marie Errera, née Oppenheim (1836-1918)               |           | veuve du précédent                                             |
| 1918                                     | 1922     | Paul Errera (1860-1922)                               |           | recteur de l'ULB                                               |
| 1922                                     | 1929     | Isabelle Errera, née Goldschmidt (1869-1929)          |           | veuve du précédent                                             |
| 1929                                     | 1977     | Jacques Errera (1896-1977)                            |           | physicien et chimiste                                          |
| 1977                                     | 1992     | État belge                                            |           |                                                                |
| 1993                                     | En cours | Région flamande                                       |           |                                                                |
| Les données manquantes sont à compléter. |          |                                                       |           |                                                                |

## Architecture

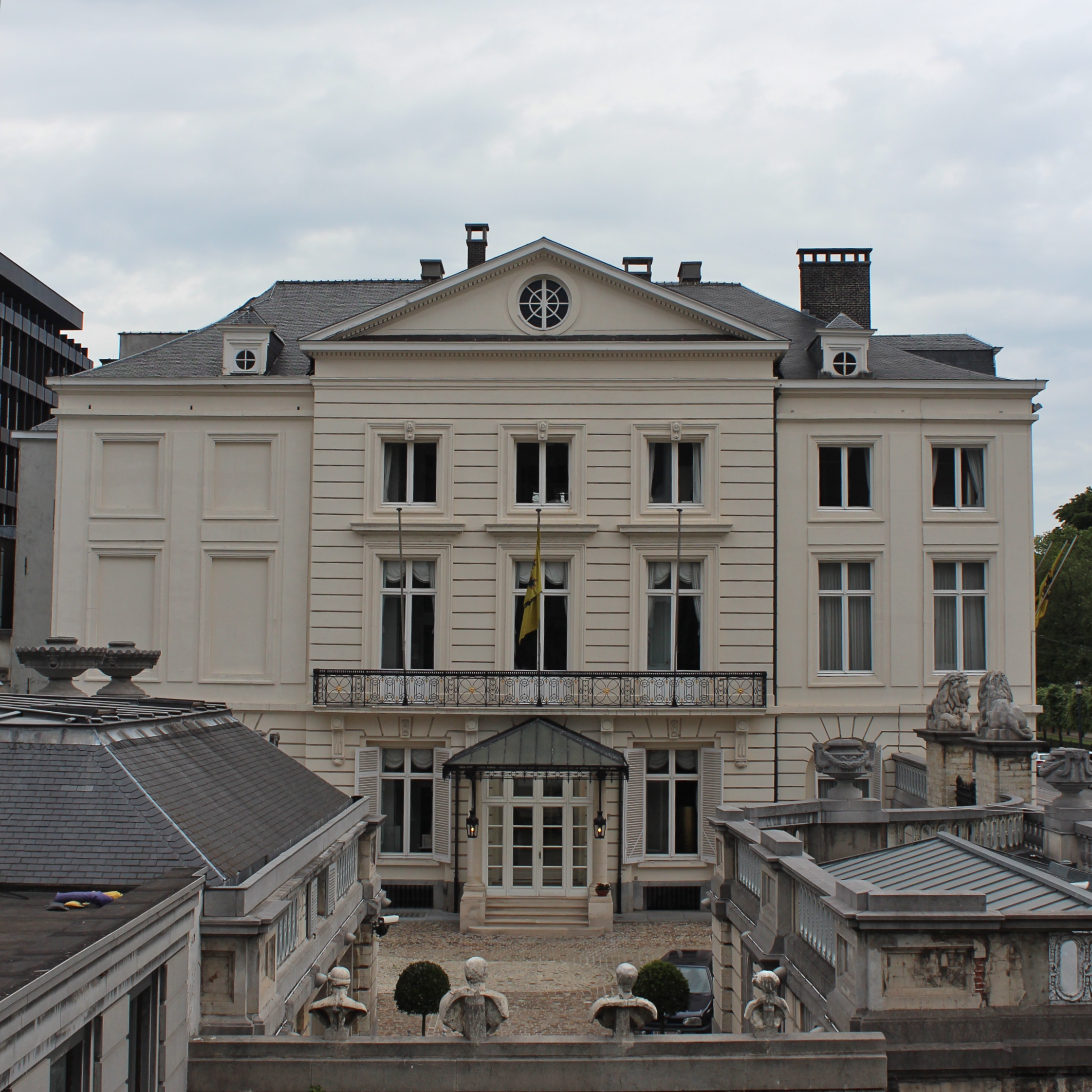
Façade principale

### Maçonneries
L'hôtel Errera présente des façades enduites et peintes en blanc comme la plupart des immeubles néo-classiques dessinés par Guimard dans le quartier (hôtel de Grimbergen, hôtel de Ligne, hôtel Empain, le « Lambermont »…).

### La façade principale
La façade principale n'est pas disposée à front de rue mais latéralement : elle donne sur une cour intérieure.
Cette façade présente un rez-de-chaussée rythmé par une succession d'arcades cintrées séparées par une maçonnerie à bossages plats et à lignes de refend, sur un soubassement en pierre bleue. Autour de l'arc des arcades, les bossages adoptent un profil rayonnant typique de l'architecture néo-classique. Dans chaque baie cintrée est inscrite une fenêtre à arc surbaissé.
Séparés du rez-de-chaussée par un puissant cordon de pierre, les premier et deuxième étages présentent une surface lisse sauf les trois travées centrales de la façade principale, qui constituent un avant-corps et sont ornées de bossages plats et de lignes de refend. Ces trois travées sont surmontées d'un entablement et d'un fronton percé d'un œil-de-bœuf.

### La façade de la rue Royale
La façade de la rue Royale présente une composition beaucoup plus simple, sans avant-corps ni fronton. Cette façade symétrique de cinq travées est caractérisée également par l'utilisation au rez-de chaussée de bossages plats à lignes de refend, mais ici seule la baie centrale est cintrée.
Cette baie cintrée, flanquée de quatre baies rectangulaires, est surmontée d'un balcon au garde-corps en fer forgé noir à rosaces dorées, soutenu par des consoles rectangulaires ornées de cannelures à rudentures.
Le premier étage est percé de hautes baies rectangulaires à meneau et traverse de bois et à encadrement mouluré et le deuxième étage de fenêtres à meneau plus petites, presque carrées.
La façade est surmontée d'un entablement et d'une corniche au-dessus de laquelle se détachent deux lucarnes à ailerons percées chacune d'un oculus surmonté d'une petite corniche.

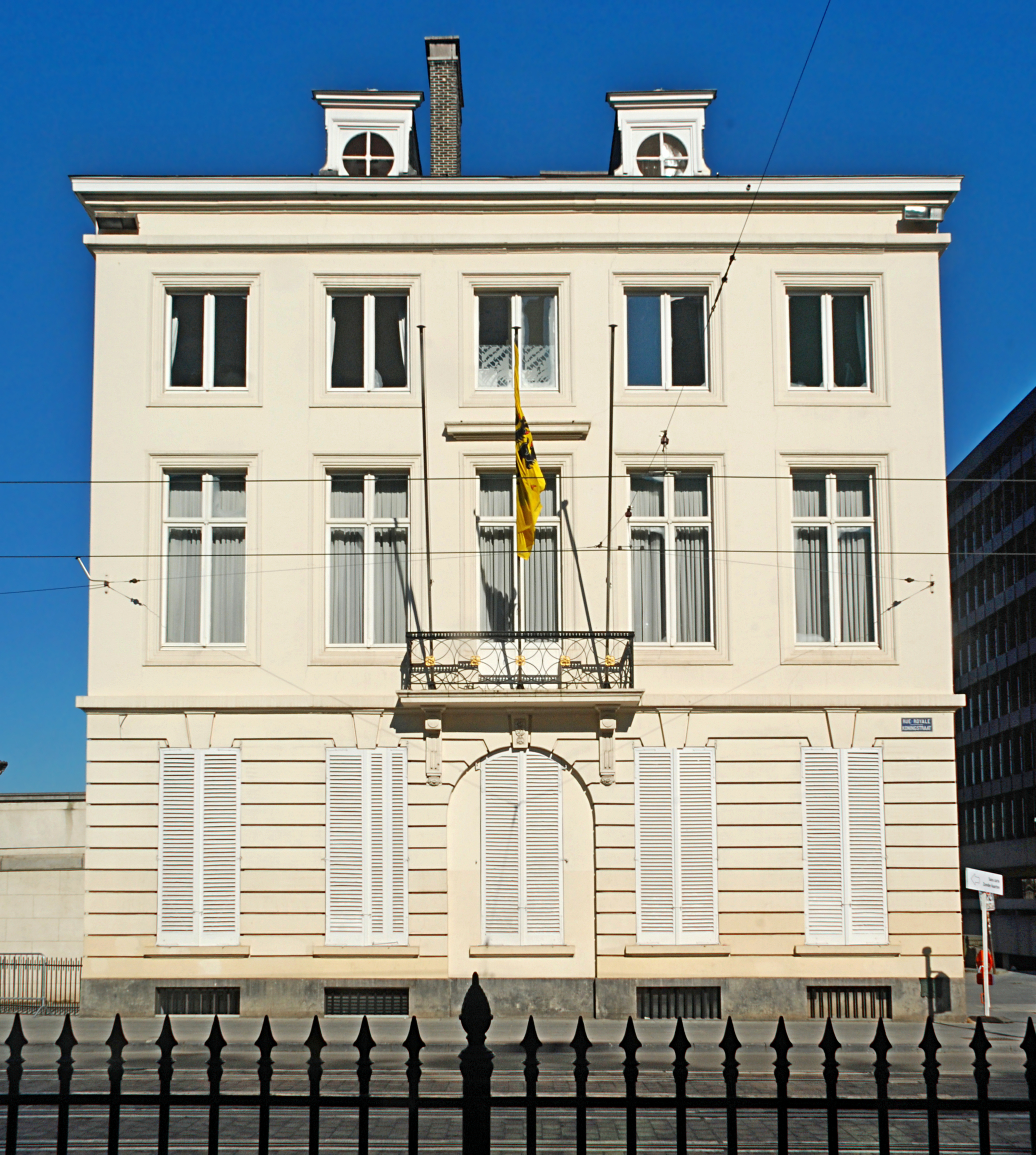
La façade de la rue Royale.
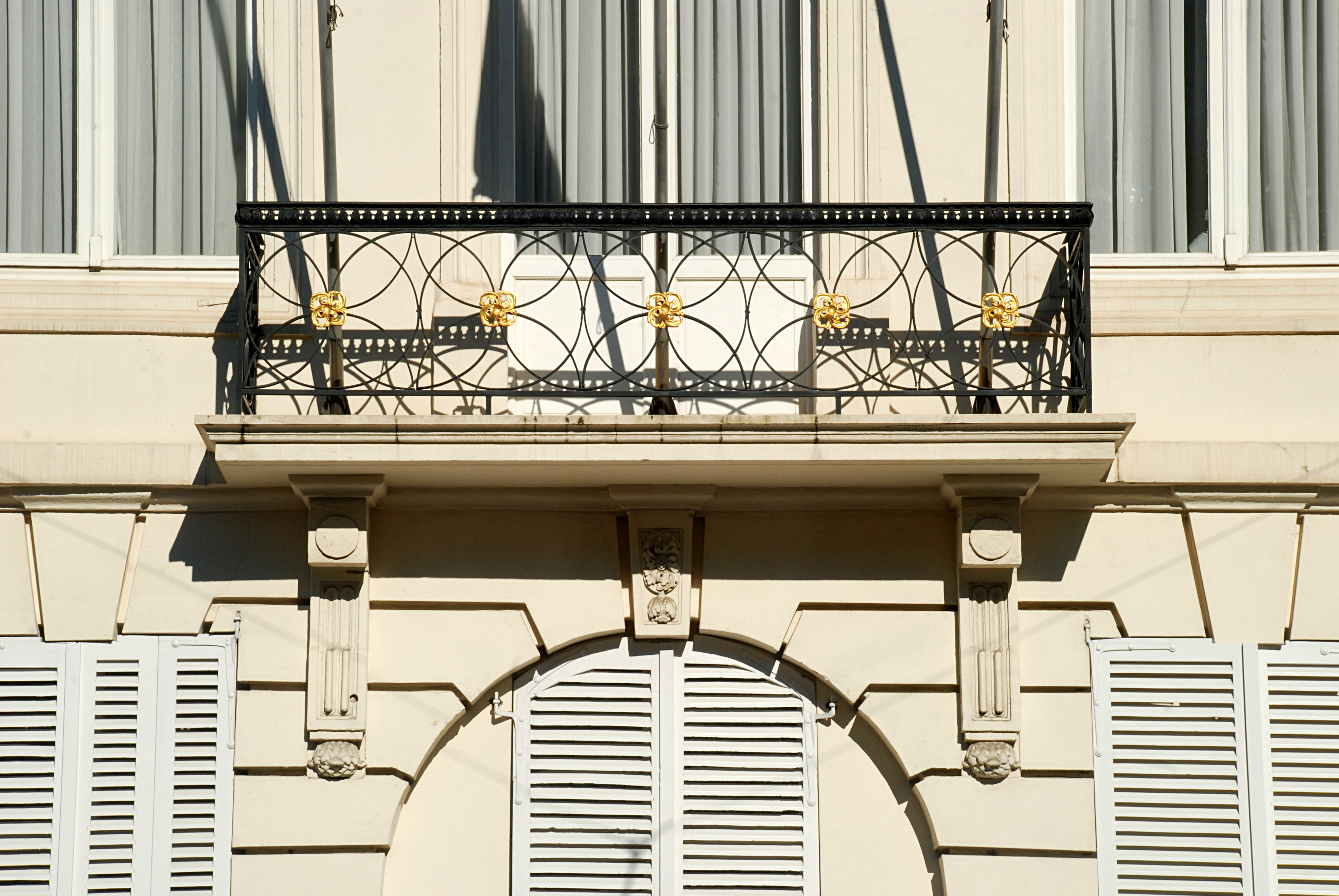
Le balcon surplombant la rue Royale.
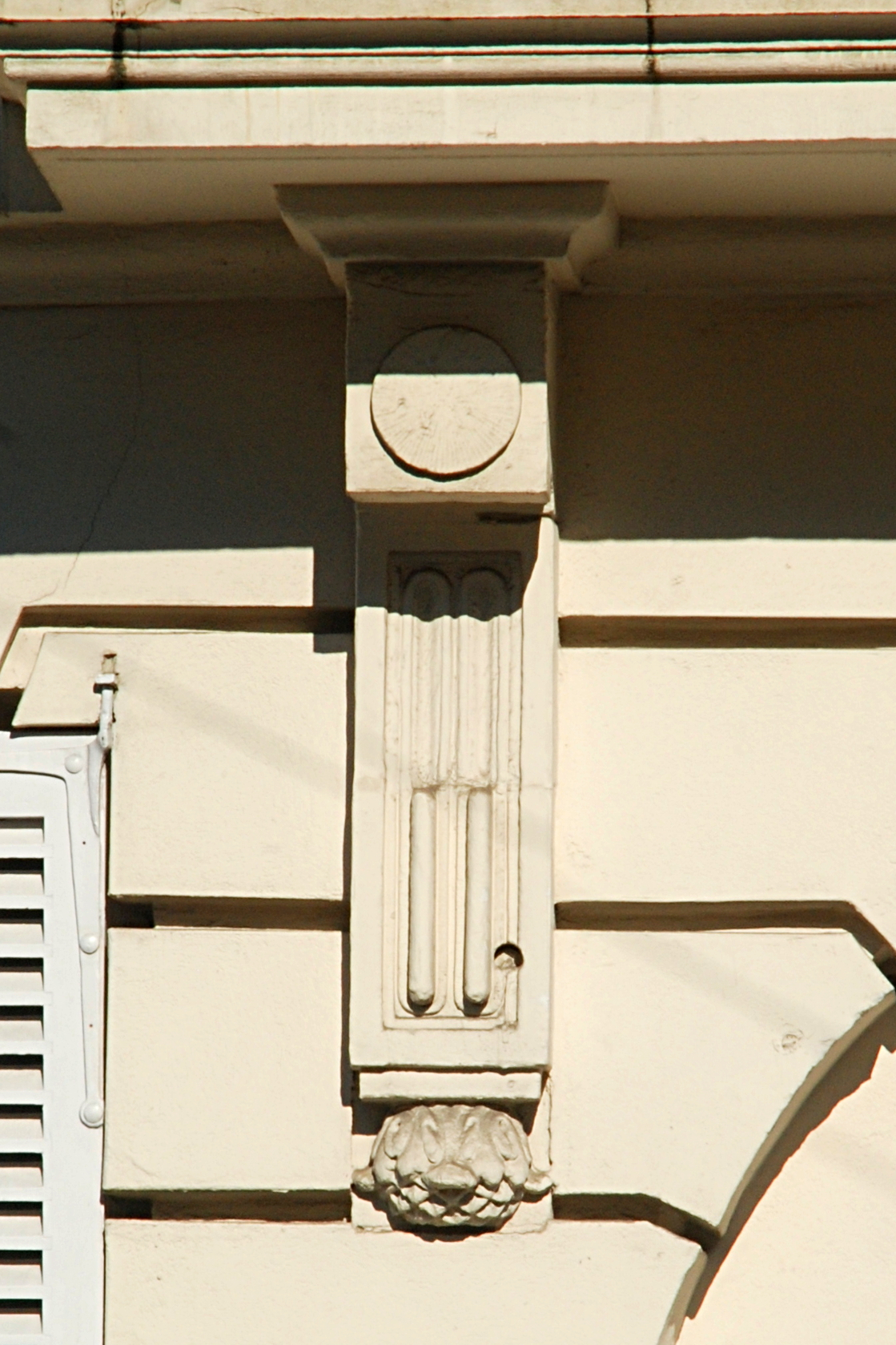
Console à cannelures et rudentures.

### La cour
L'hôtel Errera donne au sud sur une cour d'honneur par un perron qui donne accès à un porche vitré. Ce perron est flanqué de colonnes toscanes supportant une marquise en verre et fer forgé du début du XXe siècle.
Le fond de la cour est délimité par un mur bas à bossages plats et à lignes de refend, surmonté d'une corniche en pierre bleue et d'un attique orné d'une frise ajourée constituée de motifs entrelacés.
Ce mur intègre une niche semi-circulaire dans laquelle prend place une grande vasque en pierre bleue ornée de 9 têtes de lion crachant de l'eau dans le bassin qui entoure la vasque. L'attique aveugle qui surmonte la vasque aux lions est flanqué de deux puissants piédestaux sommés chacun d'un grand vase de pierre orné de quatre têtes de lion.

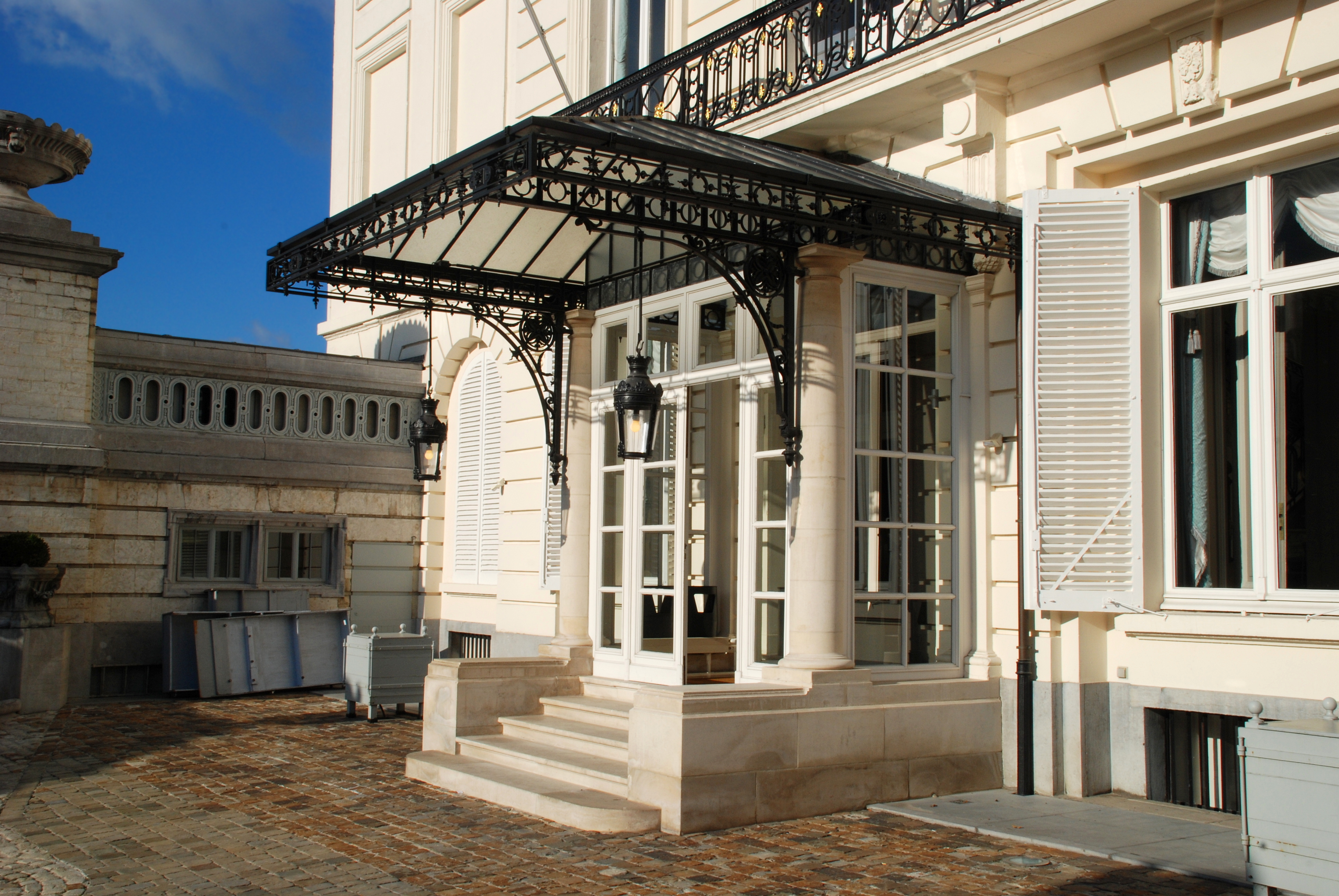
Le perron.
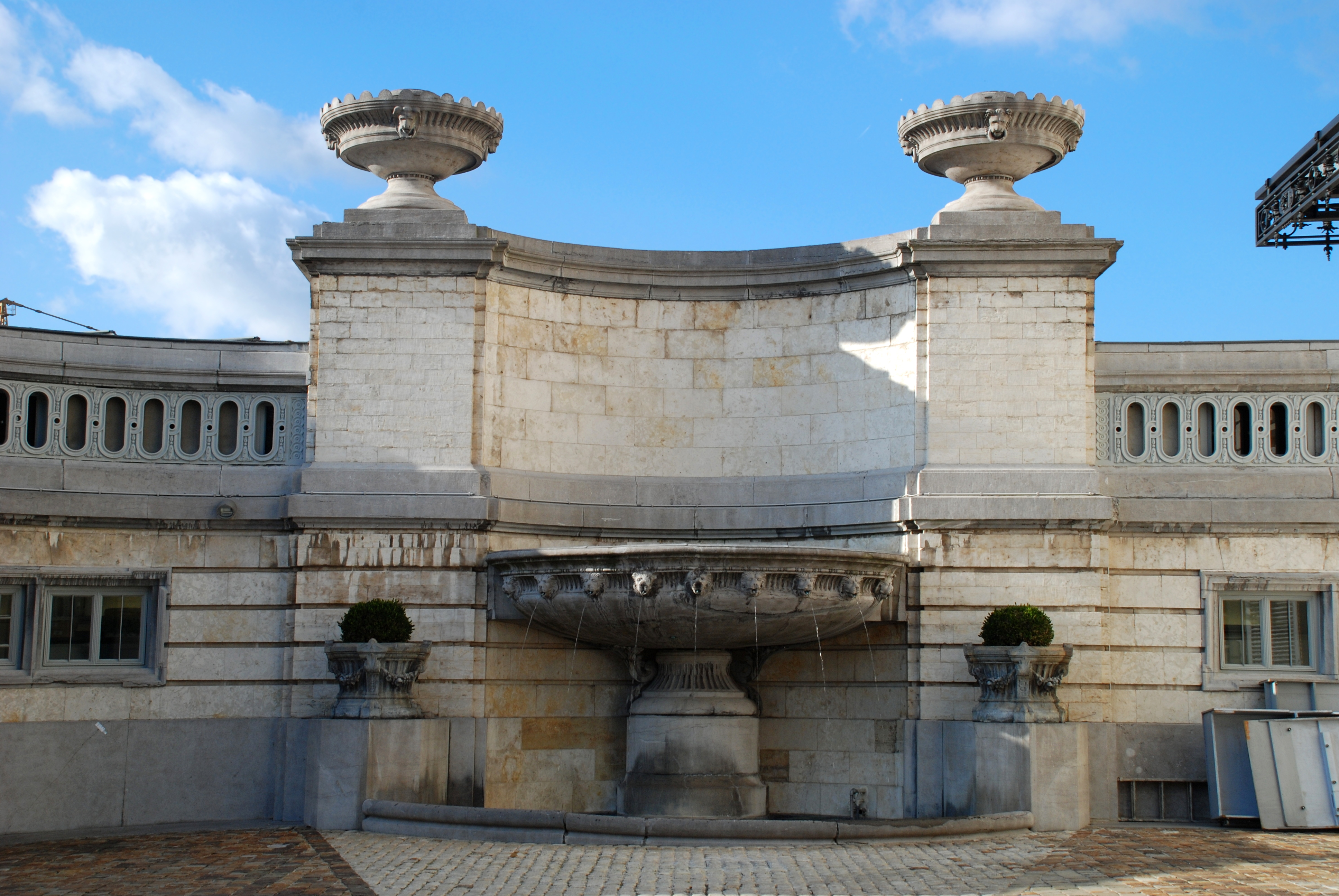
La vasque aux lions située dans la cour.

### Le portail
La cour est fermée par un portail constitué d'une grille en fer forgé noire surmontée de pointes de lances et de pommes de pin dorées, supportée par deux piliers en pierre de taille dont le tronc est orné d'un cartouche circulaire surmonté d'un ruban. Chaque pilier est surmonté par un lion de pierre couché.

Le portail
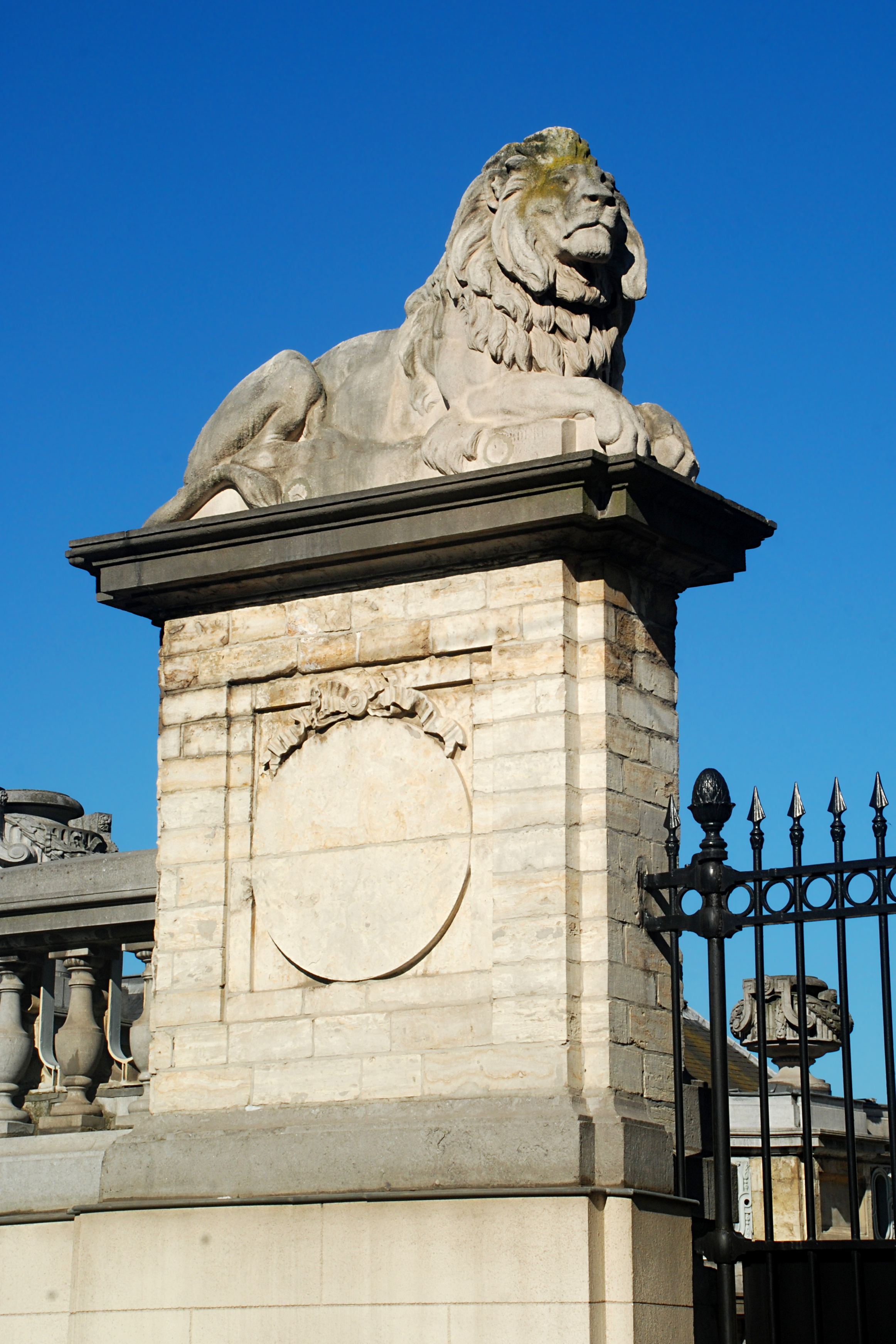
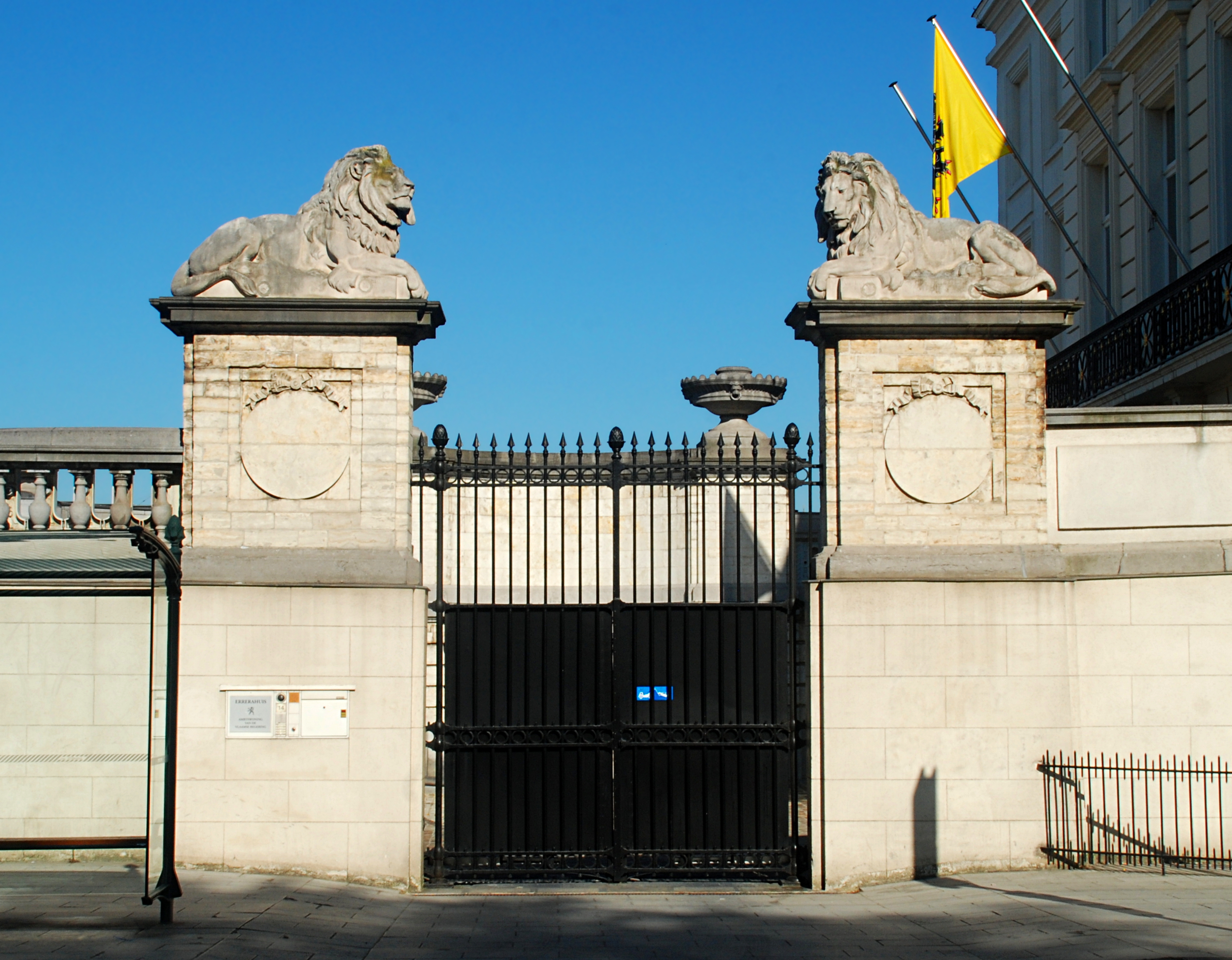
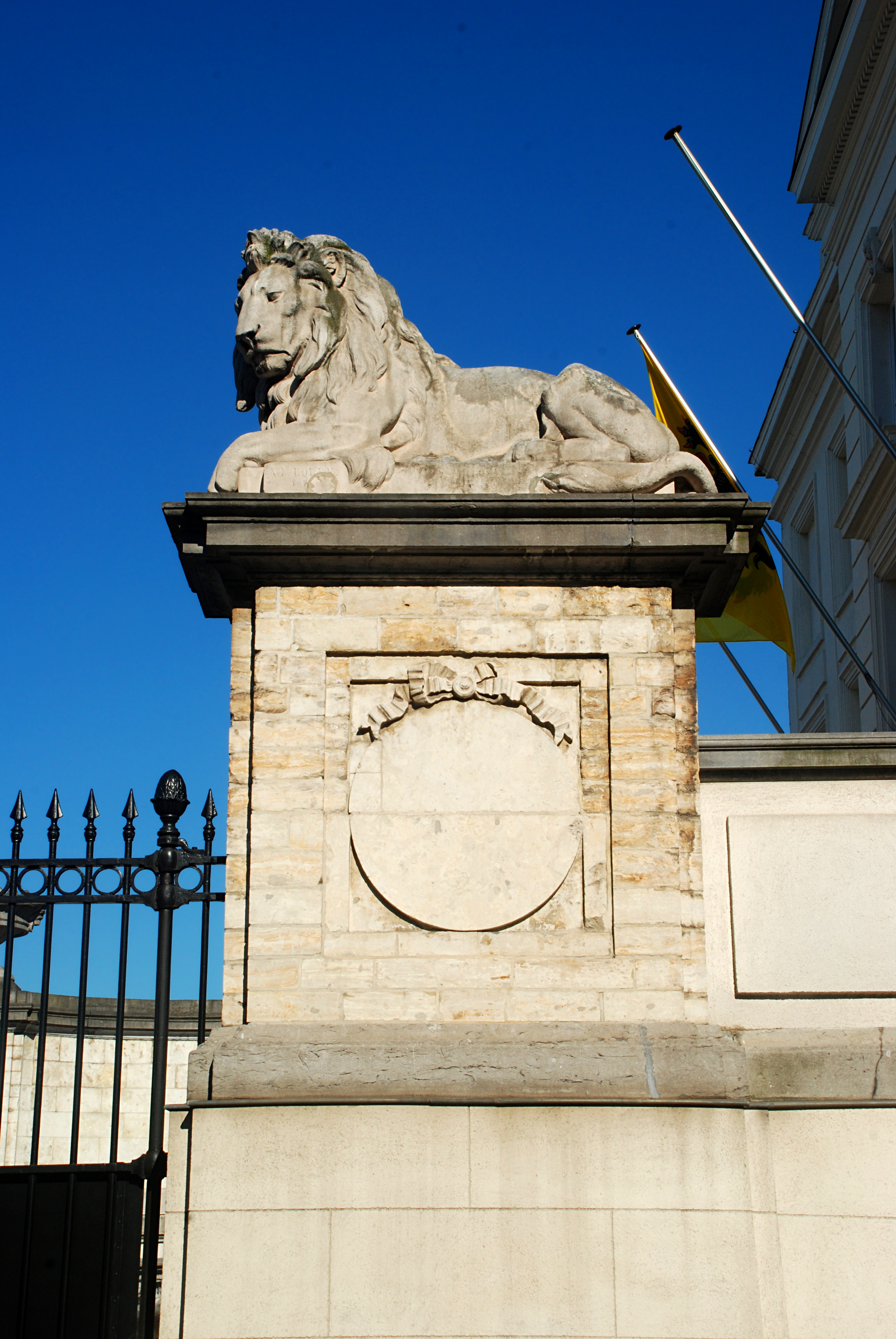

### Le mur de clôture

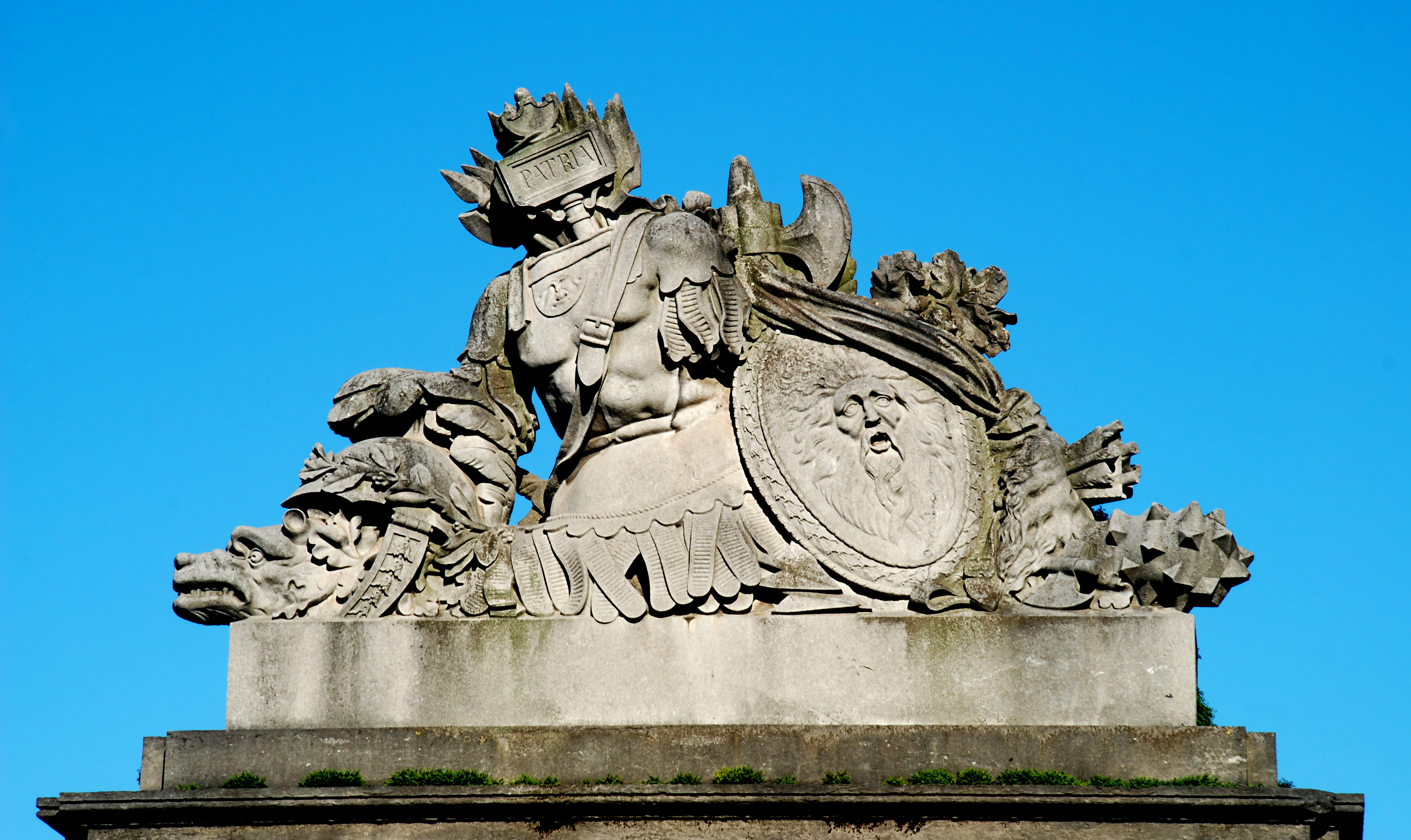
Le groupe sculpté du pilier central.

Le portail est prolongé par un mur à balustrades en pierre blanche qui va de l'hôtel Errera à l'hôtel de Grimbergen  voisin.
Ce mur est rythmé par seize piliers surmontés de vases de pierre répartis de part et d'autre d'un pilier beaucoup plus fort portant un groupe sculpté.
Les vases de pierre sont alternativement ornés soit de têtes de lion et de draperies soit de guirlandes de laurier.
Le pilier central est orné d'un cartouche flanqué de corbeaux rectangulaires à feuilles d'acanthe portant un entablement sommé d'un groupe sculpté figurant une armure, un casque ceint d'une couronne de lauriers, un bouclier, une enseigne marquée « Patria », des lances, des haches, une masse d'armes…

Vases de pierre du mur reliant l'hôtel Errera et l'hôtel de Grimbergen
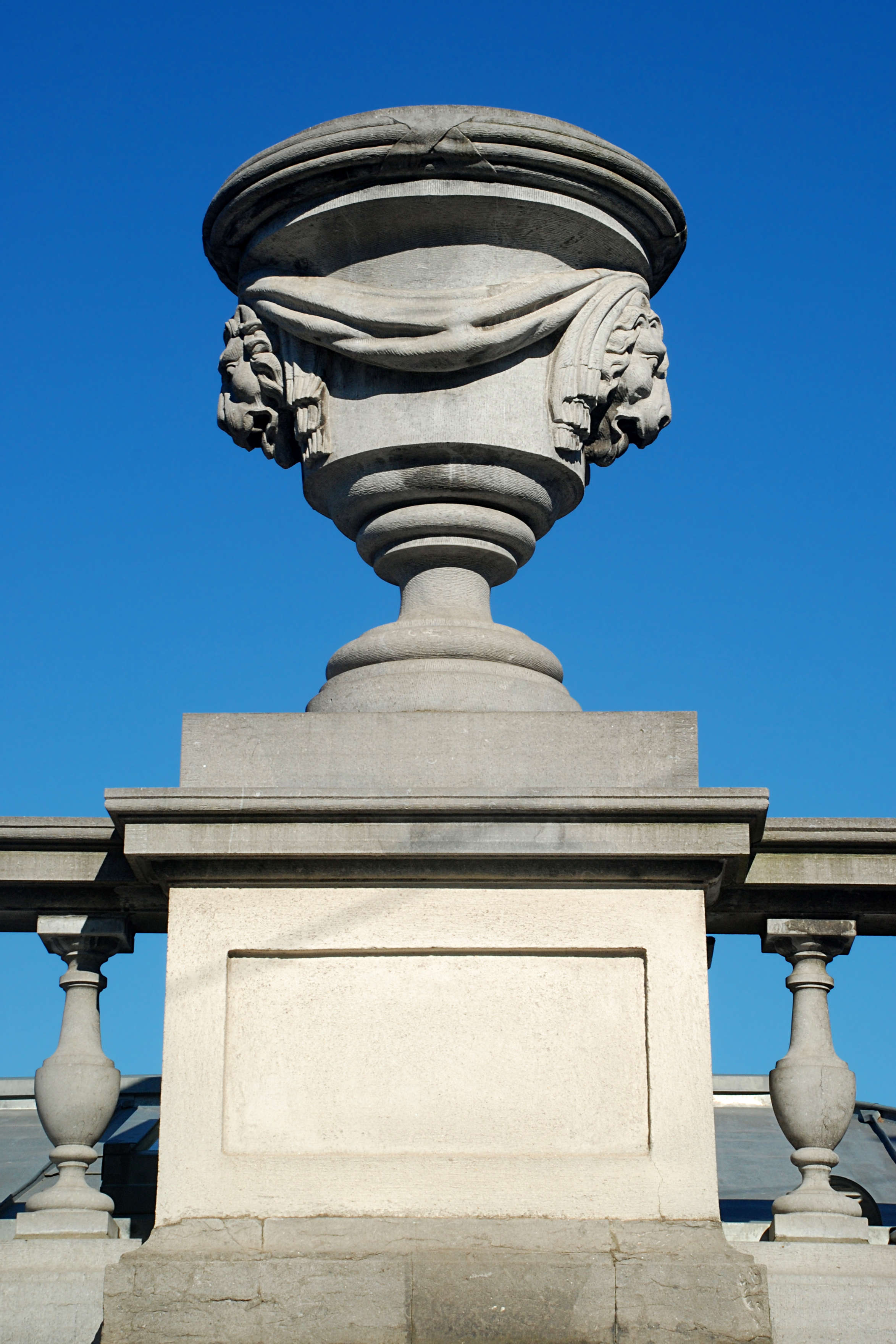
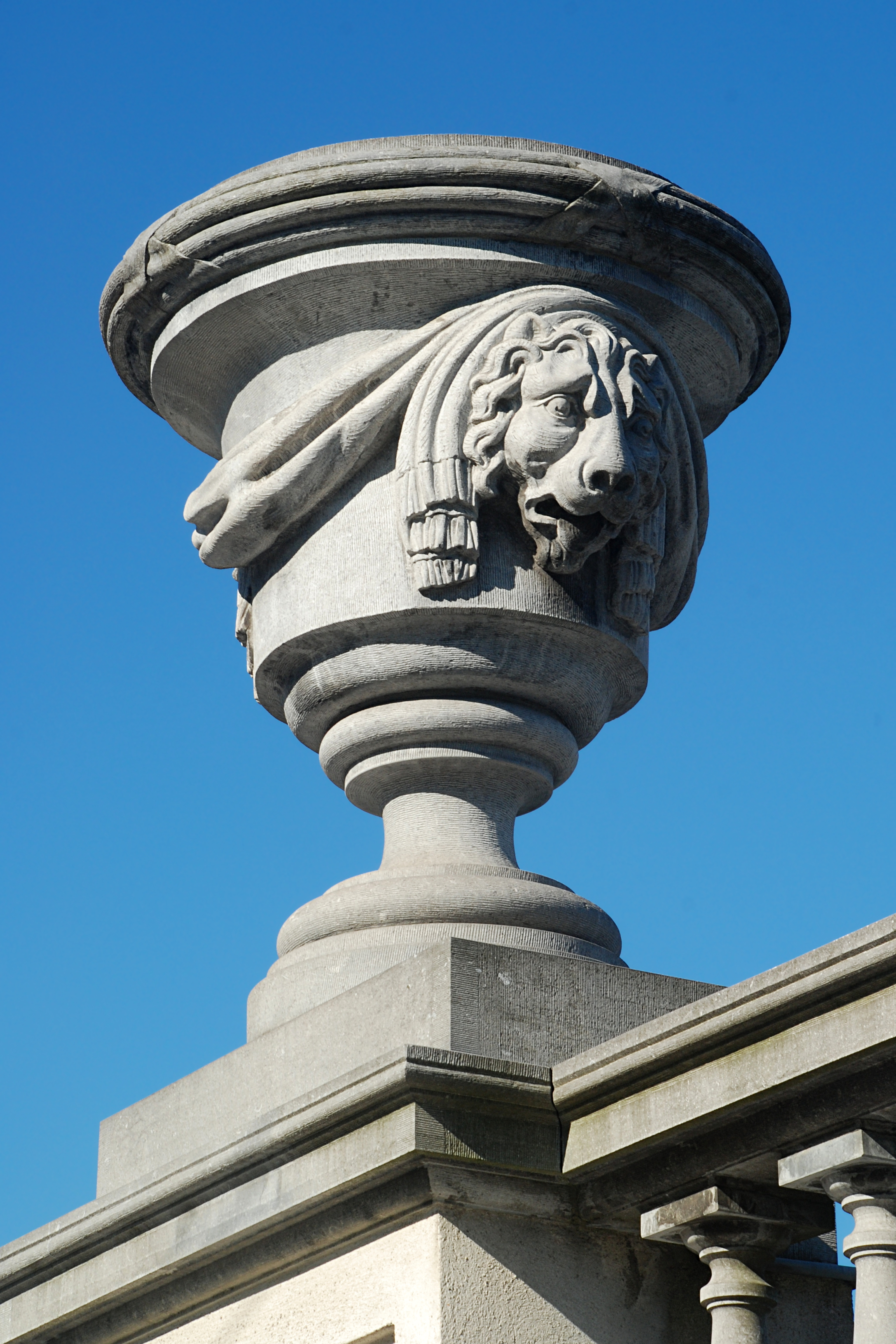
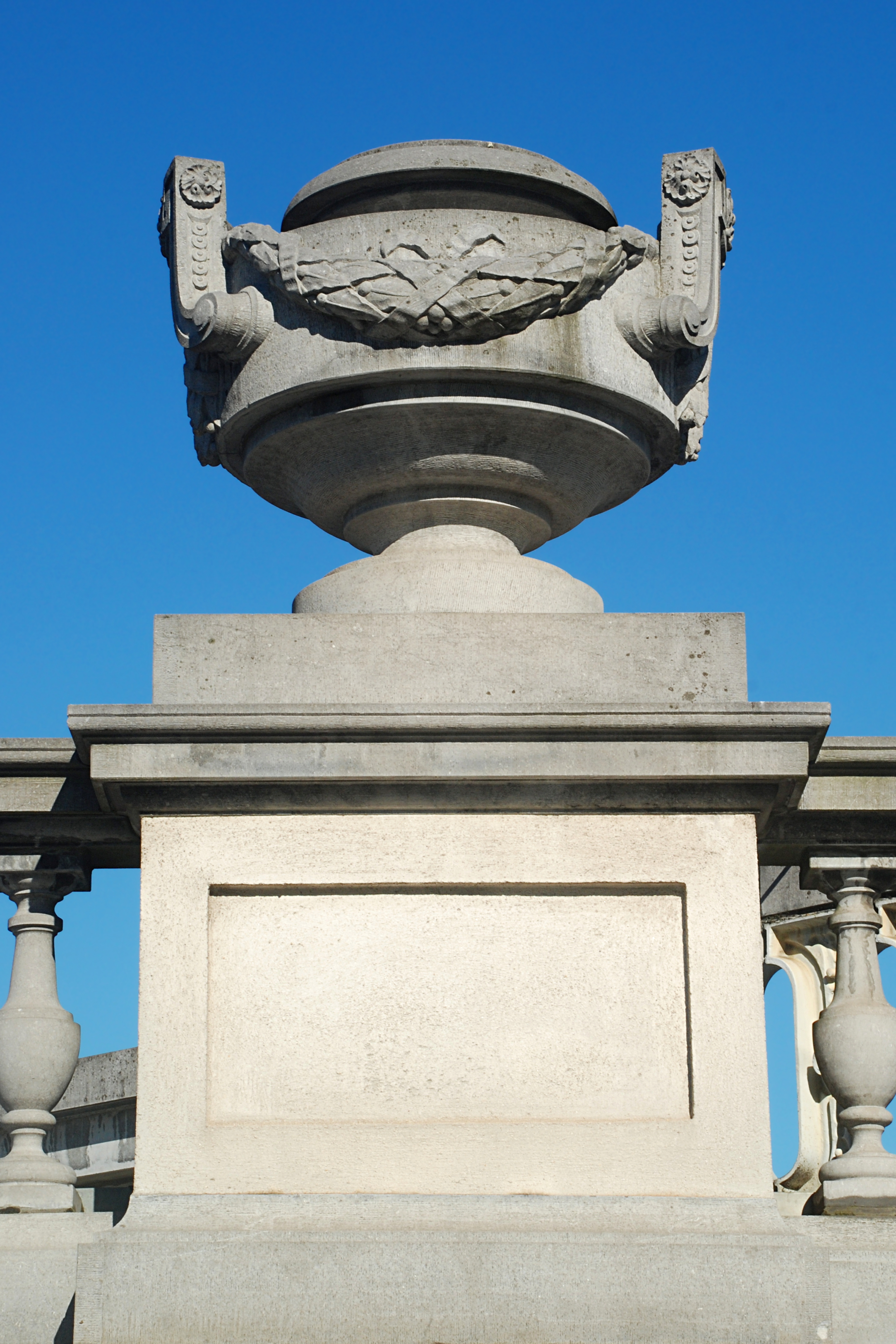

## Accessibilité
| ___ | Ce site est desservi par les stations de métro : Gare Centrale et Parc. |